# Missbrauch von Nachfragemacht
Der Missbrauch von Nachfragemacht beschreibt eine kartell- und lauterkeitsrechtliche Fallgruppe, die in Deutschland durch § 20 III GWB sowie § 4 Nr. 10 und Nr. 1 UWG erfasst wird. Es geht dabei um verschiedene unzulässige Verhaltensweisen großer Nachfrager (in erster Linie Einzelhandelsketten), mit denen diese ihre Lieferanten zur Gewährung besonderer Vergünstigungen bewegen wollen. Neben der Forderung zusätzlicher Rabatte fällt insbesondere das sogenannte Anzapfen in diese Fallgruppe. Um unzulässig zu sein, reicht es nicht aus, einen Werbekostenzuschuss erzwingen zu können, es müssen weitere im Artikel beschriebene Merkmale hinzukommen.

## Geschichte der Fallgruppe
Die Diskussion um einen möglichen Missbrauch der Nachfragemacht kam in den 1970er Jahren auf. Damals zeigte sich die Machtverlagerung von den Herstellern zu den stetig an Einfluss gewinnenden Einzelhandelsketten immer deutlicher. Die Forderung gegenleistungsloser Rabatte wurde von der damals herrschenden Meinung, der sich auch der BGH anschloss, als Verleugnung der Funktion des Einzelhandels bewertet und dementsprechend als sittenwidrig (heute: unlauter) gesehen. Diese Rechtsprechung ist jedoch längst überholt und es entspricht der wohl heute herrschenden Meinung, dass eine solche „Funktion“ gar nicht existiert.

### Anzapfen
Die wohl wichtigste Erscheinungsform des Missbrauchs der Nachfragemacht ist das Anzapfen. Die zugrunde liegenden Sachverhalte sind vielfältig und lassen sich treffend mit Eintritts- oder Verbleibensgeldern umschreiben. Typisch ist etwa das Verlangen einer „Regalmiete“: Der Händler lässt sich schlicht die Aufnahme eines Produktes in sein Sortiment vergüten. Hierbei handelt es sich bei Lichte betrachtet letztlich bloß um eine Rabattgewährung. Deren ungewöhnliche Gestaltung soll vornehmlich dazu dienen, dass sie der Konkurrenz verborgen bleibt.

## Rechtliche Bewertung
Die Zulässigkeit einer verlangten Rabattgewährung oder ähnlicher Maßnahmen ist unter kartell- und lauterkeitsrechtlichen Gesichtspunkten zu prüfen.

### Kartellrecht
Primärer Anknüpfungspunkt ist hier § 20 Abs. 3 GWB. Normadressaten sind marktbeherrschende und marktstarke Unternehmen sowie Unternehmensvereinigungen. Dabei ist eine Forderung nach bestimmten Vorteilen nur dann „sachlich gerechtfertigt“ im Sinne der Norm, wenn sie auch ein Vertragspartner ohne wirtschaftliche Übermacht berechtigterweise erheben könnte. Unter einer Aufforderung ist wohl nicht schon eine harte Verhandlungsführung (hard bargaining) zu sehen, die im Wirtschaftsleben völlig normal ist.

### Lauterkeitsrecht
Der § 20 III GWB hat gegenüber dem Lauterkeitsrecht eine Sperrwirkung, sodass dieses bei denjenigen Unternehmen, die nicht von der kartellrechtlichen Norm erfasst werden, nur zur Anwendung kommen kann, wenn zusätzliche Unlauterkeitsmerkmale vorliegen. Solche sind beispielsweise die Drohung gegenüber dem Lieferanten, bestehende Verträge zu brechen, ihn bei Dritten anzuschwärzen, Vertragsinterna bekannt zu geben oder das Markenimage etwa durch Tiefstpreisangebote o. Ä. zu schädigen (alle § 4 Nr. 1 UWG). Auch kann der Nachfrager Einkaufsvorteile zum Nachteil der Mitbewerber durchzusetzen versuchen, insbesondere, indem er vom Lieferanten eine exklusive Bevorzugung fordert (dann § 4 Nr. 4 UWG).